# Eleutherodactylus unicolor
Eleutherodactylus unicolor é uma espécie de anfíbio  da família 	Eleutherodactylidae.
É endémica do Porto Rico.
Os seus habitats naturais são: florestas subtropicais ou tropicais húmidas de baixa altitude e regiões subtropicais ou tropicais húmidas de alta altitude.